# Bernardo de Sá Nogueira de Figueiredo
« Sá da Bandeira » redirige ici. Pour la ville angolaise, voir Lubango.
 (juin 2019).
- Si vous ne connaissez pas le sujet, laissez ce bandeau (vous pouvez alors contacter les auteurs).
- Si vous supprimez le contenu mis en cause (vous pouvez préalablement contacter les auteurs),

argumentez précisément cette suppression dans la page de discussion
(un manque de référence n'est pas un argument ; une recherche réelle de référence doit avoir été effectuée, être formellement documentée).
Bernardo de Sá Nogueira de Figueiredo, plus connu sous le titre de Sá da Bandeira (Santarém, 26 septembre 1795 — Lisbonne, 6 janvier 1876) est un homme d'État portugais de l'époque de la monarchie constitutionnelle et un des principaux leaders du mouvement septembriste au Portugal. Il est aussi un des leaders du Parti Historique avant de l'abandonner pour former son propre mouvement, le Parti réformiste.
Volontaire dans la guerre d'indépendance, pendant laquelle il sert depuis avril 1810 dans le 11e régiment de Cavalerie. Tombé aux mains des Français, qui le trouvent blessé sur le champ de bataille, il vient à Paris, y fait d'excellentes études scientifiques et suit les cours de Gay-Lussac et Geoffroy Saint-Hilaire. Partisan zélé du mouvement révolutionnaire de 1820, il doit s'exiler, lors du triomphe de la réaction. En 1823, il retourne en France et demeure à Paris au 19, rue Descartes, 12e arrondissement ancien.
Il est chargé de plusieurs portefeuilles ministériels et par cinq fois devient premier ministre de son pays (1836-1837, 1837-1839, 1865 et 1868-1869).
Il est le premier baron de Sá da Bandeira (1833), avant de devenir le premier vicomte de Sá da Bandeira (1834) et enfin le premier marquis de Sá da Bandeira (1854).

## Biographie
Partisan du libéralisme, il fait partie des assiégés durant le siège de Porto en compagnie de nombreuses autres personnalités de cette époque. C'est d'ailleurs pendant la Guerre civile portugaise qu'il perd son bras droit à Vila Nova de Gaia.
Après la prise de pouvoir par les septembristes, à la suite de la révolution de Septembre survenue en 1836, il devient ministre de l'Intérieur du nouveau gouvernement. Peu après, une tentative contre-révolutionnaire des partisans de la Charte de 1826 (connue sous le nom de Belenzada) provoque des effets contraires à ceux espérés, contraignant la reine Marie II à nommer Sá da Bandeira comme Premier Ministre.
En compagnie de Manuel da Silva Passos (qui occupe alors le poste des Finances et de l'Intérieur dans son premier gouvernement), il inaugure un programme de réformes audacieuses pour le pays : c'est lui qui abolit l'esclavage dans les colonies portugaises (déjà aboli en métropole). Une nouvelle insurrection, la Révolte des Maréchaux, a lieu l'année suivante, menée par le maréchal Saldanha et le duc de Terceira; mais Sá da Bandeira réussit à la contenir.
En 1842, le coup d'État de Costa Cabral met fin à l'expérience septembriste. En 1846, c'est une révolte populaire cette fois (la révolte de Maria da Fonte) qui met fin au gouvernement Costa Cabral.
La reine désigne un nouveau gouvernement présidé par le Duc de Palmela, chartiste modéré, auquel participe aussi Sá da Bandeira, en tant que ministre de la Guerre. C'est alors qu'un nouveau coup d'État mené par Saldanha éclate ; il demande à être dégagé de ses responsabilités.
Cette décision est en partie à l'origine d'une nouvelle guerre civile, la Patuleia, qui se termine en 1847 par la victoire des chartistes soutenus par la reine et par l'étranger (Espagne et Royaume-Uni). Le pays est alors dirigé par les conservateurs durant plus de douze ans jusqu'à l'accession au trône de Pierre V de Portugal aux idées résolument progressistes.
Cette période politique se caractérise par le système du Rotativisme qui va inspirer la Monarchie constitutionnelle jusqu'au bout : une période de stabilité durant laquelle les deux partis majoritaires alternent au pouvoir. D'un côté le Parti Régénérateur formé par les anciens chartistes, à tendance conservatrice, de l'autre, le Parti Historique, issu du mouvement septembriste, à tendance libérale. Dans les faits, la monarchie constitutionnelle au Portugal, s'est révélée essentiellement oligarchique; rien d'étonnant à ce que les Régénérateurs comme les Historiques aient cherché leur soutien auprès des classes moyennes et hautes.
Sá da Bandeira assume à cette époque un rôle-clé dans la direction du Parti Historique; il devient la deuxième personnalité la plus importante avec le Duc de Loulé ; Ce dernier deviendra d'ailleurs chef du gouvernement en 1856 et en 1859.
Pendant le Rotativisme, ce système auto-régulé, caractérisé par les fréquentes dissolutions de l'assemblée, par la forte abstention (le droit de vote est d'ailleurs le privilège d'une petite minorité) sans oublier les manipulations électorales, grâce auquel les deux grands partis alternent au pouvoir, Sá da Bandeira accéda à la tête du gouvernement en 1865, pour cinq mois seulement. Ce système fut remplacé par la formation d'une vaste coalition regroupant Régénérateurs et Historiques, le Gouvernement de Fusion de Joaquim António de Aguiar.
Sá da Bandeira, s'étant toujours manifesté contre cette hypothèse, finit par s'éloigner du parti. Il forme avec ses compagnons un nouveau parti, le Parti réformiste. À la tête de ce parti, il redevient premier ministre durant un bref mandat entre 1868 e 1869.
En 1870, à la suite du Coup d'État de l'Ajudada, qui amène Saldanha au pouvoir, Sá da Bandeira organise la résistance à ce gouvernement dictatorial ; sa chute intervient trois mois après. Sá da Bandeira est alors invité pour la cinquième et dernière fois à former un gouvernement. Il organise par la suite des élections et offre le pouvoir à António José de Ávila (indépendant proche des Historiques).
Sá da Bandeira meurt en 1876. Le Parti réformiste qu'il a créé, lui survit peu de temps. Il se fond avec le Parti Historique pour former le Parti Progressiste.
C'est en hommage à cette figure historique que la ville de Lubango, en Angola, s'est appelée à l'époque coloniale Sá da Bandeira.